# Süngütaşı, Sarıkamış
Süngütaşı là một xã thuộc huyện Sarıkamış, tỉnh Kars, Thổ Nhĩ Kỳ. Dân số thời điểm năm 2010 là 180 người.